# 乃愛
乃愛（のあ、2000年3月22日 - ）は、日本のアイドル・タレント・モデルである。高知県出身。元ケイダッシュステージ所属。

## 人物
- イケメン女子グループTHE HOOPERS(ザ・フーパーズ)、その弟分であるlittle HOOP、ロック系男装アイドルael-アエル-の元メンバー。イメージカラーは紫色。

## 来歴
2015年
- イケメン女子オーディション2015のオーディションにて合格し、little HOOPの乃愛(NOA)として活動することになった。

2016年
- 8月11日、THE HOOPERS主催フェス『キュン♥Fes.2016』にてTHE HOOPERSのバックダンサーとして出演した。

2017年
- 6月24日、ニコファーレにおいて『ザ・フーパーズ 新体制初披露LIVE!!』が行われ新メンバーとして、THE HOOPERSに加入した。[2]

2018年
- 12月6日、SHOWROOMでの放送にてイケメン女子プロジェクト大改革を行うとしザ・フーパーズとしての活動は2019年1月25日のワンマンライブがラストになる事が発表された[3]。

2019年
- 1月25日、神田明神ホールにおいて、ザ・フーパーズラストライブ『FINAL FANTASIA〜愛の全部、For You!』が行われ、ザ・フーパーズとしての活動は終了となった。[4]

- 3月1日、芸能界唯一無二の男装アイドルプロジェクト「dreamBoat」が発足され、新ユニット『ael-アエル-』の日和乃愛として活動することが発表された。

2020年
- 9月10日、『#バズるんチャン⁉︎#ael-アエル-のアエROOM』において、日和乃愛が年内いっぱいでグループを卒業することを表明した。
- 12月26日、渋谷ストリームホールで行われたライブをもってael-アエル-を卒業した。
- 12月31日、自身のTwitterにて同日付でケイダッシュステージを退社したことを報告した。

2021年
- 9月3日、自身のTwitter、インスタグラムにて公式ファンクラブ「のあんち！！」の開設を発表した。

## 出演
- little HOOP・THE HOOPERS・ael-アエル-としての出演は各ページを参照

### モデル
- ファッションデジタルマガジン『KERA』（2018年4月8日 - ） - 休養中の陽稀に代わりケラ！モとしてモデルデビュー
- KINGLYMASK（2019年4月 - ） - 当初はael-アエル-メンバーでの起用の為、日和乃愛として登場。後に乃愛として活動している。
- mew（2019年10月19日 - ） - 96猫のプロデュースするアパレルブランド
- 変身写真館ミニーナ（2020年9月 - ）
- JUNRed（2021年4月 - ）
- h'eres from JAPAN TOKYO fine jewelry（2021年5月 - ）
- 20Lab. ハタチラボ.（2021年8月 - ）
- OPERA（2022年 - ）
- BOTANIST（2022年9月）
- KFC「ケンタッキーのオールスター」篇CM（2022年10月）
- NATURAL BEAUTY BASIC（2022年11月 - ）

### ミュージックビデオ
- アイビーカラー『オルゴール』（2021年6月9日公開）
- WARS iN CLOSET『花一匁』（2021年9月10日公開）
- WurtS『サンタガール』（2021年12月1日公開）